# Фазон
Фазо́н — флуктуон, сопровождающийся изменением фазы. Например, вокруг электрона в парамагнетике может возникнуть ферромагнитная область и т. п.
Фазон — это квазичастица, существующая в квазикристаллах благодаря их специфической, квазипериодической структуре решетки. Подобно фонону, фазон связан с движением атома. Однако если фононы связаны с переносом атомов, то фазоны связаны с атомными перестановками. В результате этих перестроек волны, описывающие положение атомов в кристалле, изменяют фазу, что означает термин «фазон». На суперпространственном изображении апериодические кристаллы получают из сечения периодического кристалла более высокого размера (до 6D) под определенным углом, а фононные моды затем определяют как возбуждение реального «в плоскости» (также называемого параллельным или внешним) пространство, тогда как фазоны — это возбуждения перпендикулярного (также называемого внутреннего) пространства.
Необычными примерами фазонов могут служить заряженные частицы в жидком гелии: вокруг положительного заряда образуется область затвердевшего гелия, а вокруг отрицательного — сферическая полость, в которой «располагается» электрон. Размеры этих образований довольно значительны: радиус области затвердевшего гелия семь ангстрем, а сферической полости около двадцати ангстрем.